# غسان زيدان
غسان زيدان (1963-2018) هو أمين سر لجنة التنسيق الفصائلي في محافظة بيت لحم، وعضو اللجنة المركزية في جبهة التحرير الفلسطينية، وعضو المجلس الإداري في نقابة الصحفيين الفلسطينيين.

## حياته
ولدُ غسان في مخيم العائدين في حماة عام 1963، وقد تخرج من جامعة عدن وهو متزوج ولديه ستة أولاد.
التحق بصفوف جبهة التحرير الفلسطينية عام 1976، واعتقل في أحد السجون العربية، كما اعتقل في معتقل أنصار أثناء الاجتياح الإسرائيلي للبنان صيف عام 1982، كما شارك في معارك الدفاع عن الثورة الفلسطينية، وفي عام 1999 عاد إلى فلسطين، وتقلد رتبة عميد في الأمن الوطني الفلسطيني، واستلم أمين سر الجبهة.

## وفاته
توفي في 19 يناير 2018 بسبب إصابته بمرض عضال.